# Lista över huvudavrinningsområden i Kanada
Detta är en lista över huvudavrinningsområden i Kanada. I Kanada finns definierat totalt 46 huvudavrinningsområden, definierade som avrinningsområden med mynning i havet. Huvudavrinningsområdena är definierade av Natural Resources Canada. Fyrtiotvå av huvudavrinningsområdena har en flod som mynnar i havet och fyra av huvudavrinningsområdena är så kallade kustområden där många mindre vattendag i samma avrinningsområde mynnar i havet.

## Lista över Sveriges huvudavrinningsområden
Huvudavrinningsområdena är:
1. Back River, som mynnar i Norra ishavet.
2. Yukonfloden, som mynnar i Stilla havet.
3. Kanadas Norra ishavskust, som mynnar i Norra ishavet.
4. Taku River, som mynnar i Stilla havet.
5. Rivière de Puvirnituq, som mynnar i Hudson Bay.
6. Rivière Arnaud, som mynnar i Hudson Bay.
7. Stikinefloden, som mynnar i Stilla havet.
8. Rivière George, som mynnar i Hudson Bay.
9. Thelon River, som mynnar i Hudson Bay.
10. Rivière à la Baleine, som mynnar i Hudson Bay.
11. Nass River, som mynnar i Stilla havet.
12. Rivière aux Feuilles, som mynnar i Hudson Bay.
13. Skeena River, som mynnar i Stilla havet.
14. Naskaupi River, som mynnar i Atlanten.
15. Seal River, som mynnar i Hudson Bay.
16. Churchillfloden, som mynnar i Atlanten.
17. Saint-Augustin Rivière, som mynnar i Atlanten.
18. Rivière Natashquan, som mynnar i Atlanten.
19. Rivière Romaine, som mynnar i Atlanten.
20. Koksoakfloden, som mynnar i Hudson Bay.
21. Wannock River, som mynnar i Stilla havet.
22. Rivière du Petit Mécatina, som mynnar i Atlanten.
23. Grande rivière de la Baleine, som mynnar i Hudson Bay.
24. Mackenziefloden, som mynnar i Norra ishavet.
25. La Grande Rivière, som mynnar i Hudson Bay.
26. Churchillfloden (Hudson Bay), som mynnar i Hudson Bay.
27. Hayesfloden, som mynnar i Hudson Bay.
28. Rivière Eastmain, som mynnar i Hudson Bay.
29. Rivière Rupert, som mynnar i Hudson Bay.
30. Winisk River, som mynnar i Hudson Bay.
31. Severn River, som mynnar i Hudson Bay.
32. Fraserfloden, som mynnar i Stilla havet.
33. Rivière Broadback, som mynnar i Hudson Bay.
34. Attawapiskatfloden, som mynnar i Hudson Bay.
35. Hudson Baykusten, som mynnar i Hudson Bay.
36. Kanadensiska Stillahavskusten, som mynnar i Stilla havet.
37. Rivière Harricana, som mynnar i Hudson Bay.
38. Columbiafloden, som mynnar i Stilla havet.
39. Albany River, som mynnar i Hudson Bay.
40. Rivière Nottaway, som mynnar i Hudson Bay.
41. Saint Johnfloden, som mynnar i Atlanten.
42. Mississippifloden, som mynnar i Mexikanska golfen.
43. Moose River, som mynnar i Hudson Bay.
44. Nelsonfloden, som mynnar i Hudson Bay.
45. Kanadensiska Atlantkusten, som mynnar i Atlanten.
46. Saint Lawrencefloden, som mynnar i Atlanten.